# Rubén Limenza
Rubén Alcides Limenza Bernal (n. 10 de febrero de 1990, Mariano Roque Alonso, Paraguay) es un futbolista paraguayo que se desempeña como defensa en el Club Guarani 2005–2012 Campeón 2010 Torneo Apertura División Profesional  siendo cedido a préstamo en el Club Sportivo Trinidense 2012 haciendo su primera transferencia internacional al CSD Comunicaciones de la Liga Nacional de Guatemala2013 Bicampeón 2013 Categoría Mayor  siguiendo luego en el Club Sportivo Trinidense 2014 pasando luego al equipo recién ascendido en la Categoría Intermedia B del fútbol paraguayo Club Deportivo Liberación 2015 pasando nuevamente y terminando en el club donde siempre le abrieron las puertas Club Sportivo Trinidense 2015.

## Clubes
| Club                 | País      | Año         |
| -------------------- | --------- | ----------- |
| Club Guaraní         | Paraguay  | 2005 - 2011 |
| Sportivo Trinidense  | Paraguay  | 2011 - 2012 |
| CSD Comunicaciones   | Guatemala | 2013        |
| Sportivo Trinidense  | Paraguay  | 2014        |
| Deportivo Liberación | Paraguay  | 2015        |
| Sportivo Trinidense  | Paraguay  | 2015        |